# ودرفیر
ودرفیر (به هلندی: Wedderveer) یک منطقهٔ مسکونی در هلند است که در بلینگ‌وده واقع شده‌است. ودرفیر ۱۴۰ نفر جمعیت دارد.